# Arnhold Rivas
Arnhold Rivas Martínez (ur. 13 czerwca 1989 w Guadalajarze) – meksykański piłkarz występujący najczęściej na pozycji pomocnika lub napastnika, obecnie zawodnik Tecos UAG.